# أنطوني سكراموزينو
انطوني سكراموزينو (30 أبريل 1985 بنيس في فرنسا - ) (بالفرنسية: Anthony Scaramozzino) هو لاعب كرة قدم فرنسي في مركز الدفاع. لعب مع نادي أومونيا ونادي بانيتوليكوس ونادي سيدان ونادي شاتورو ونادي غيلينغهام ونادي كان ونادي لانس ونادي لوريان ونادي نيس.

## وصلات خارجية
- أنطوني سكراموزينو على موقع قاعدة بيانات كرة القدم.إي يو (الإنجليزية)
- أنطوني سكراموزينو على موقع Soccerway.com (الإنجليزية)
- أنطوني سكراموزينو على موقع عالم كرة القدم.نت (الإنجليزية)
- أنطوني سكراموزينو على موقع GSA (الإنجليزية)